# Psychotria decolor
Psychotria decolor är en måreväxtart som beskrevs av Emmanuel Drake del Castillo och Cornelis Eliza Bertus Bremekamp. Psychotria decolor ingår i släktet Psychotria och familjen måreväxter. Inga underarter finns listade i Catalogue of Life.